# أورانيا باباتيو
أورانيا باباتيو (من مواليد 25 يوليو 1965) عضو في مجلس الشيوخ الإيطالي من فورزا إيطاليا. هي نائبة تمثل صقلية.